# Megarhyssa obtusa
Megarhyssa obtusa är en stekelart som beskrevs av Kamath och Gupta 1972. Megarhyssa obtusa ingår i släktet Megarhyssa och familjen brokparasitsteklar. Utöver nominatformen finns också underarten M. o. fusca.